# 计算摄影
计算摄影（Computational Photography）是指利用数字运算而非采用传统的光学过程的数字图像拍摄。计算摄影可以提高相机的性能，可具备胶卷相机所不具备的特性，也可以减少相机模组的成本和尺寸；常见的数码全景功能所需的机内计算，HDR图像、利用光学组件的光场（light field）相机捕捉的立体场景信息（Scene Information）生成3D图像、景深的增强和选择性的散焦（Post Focus）都归属于计算摄影。增强了的景深可以减少对机械对焦系统的依赖，这些功能特性都使用了计算成像技术（Computational Imaging Techniques）

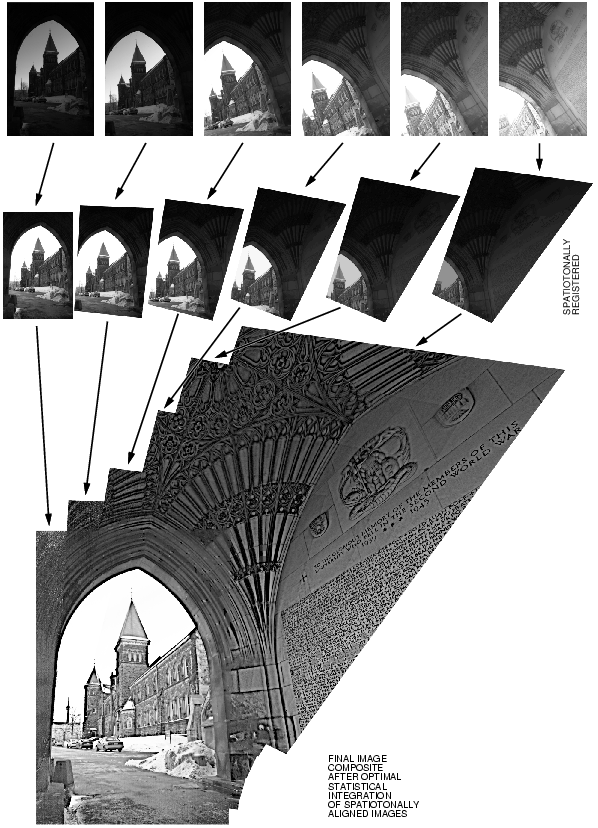
计算摄影提供了许多新功能。这张照片通过组合重叠的多张不同曝光图片的图像信息，将HDR与全景（图像拼接）结合在一起

而与之相关的计算摄影学则涵盖多门学科，包括计算机视觉（Computer Vision）、数字信号处理（Digital Signal Processing）、图形学（Graphics）。